# Raqchi
Raqchi est un site inca situé à une altitude de 3 500 m environ, dans le département de Cusco, au Pérou. Il est entouré d'une muraille en pierre de lave avec deux entrées pour le Chemin de l'Inca qui va au Machu Picchu.
Sur le site se trouve un lac artificiel au fond recouvert de pierres, dont l'usage n'est pas connu, ainsi qu'un ensemble de fontaines appelées le bain de l'Inca. Le réseau d'alimentation de ces fontaines est très bien fait, mais personne n'a encore réussi à savoir d'où vient l'eau de ces sources qui ne tarissent jamais.
Le village autour du site a depuis l'époque inca été un centre de fabrication de céramiques.

## Histoire
C'était un centre très important, tant religieux qu'administratif, composé d'un bâtiment principal dédié au dieu créateur Wiracocha, d'habitations rigoureusement alignées et réservées aux prêtres et d'entrepôts. Situé à la frontière de deux grandes régions, il semble que le site servait de douane et de centre de stockage de denrées alimentaires.
Les Espagnols trouvèrent à leur arrivée une statue, probablement du dieu Wiracocha, qu'ils emmenèrent à Cuzco. Il n'est conservé que sa tête, dans un musée de Madrid, et son tronc dans un musée de Cuzco.

## Édifices
Le temple : 

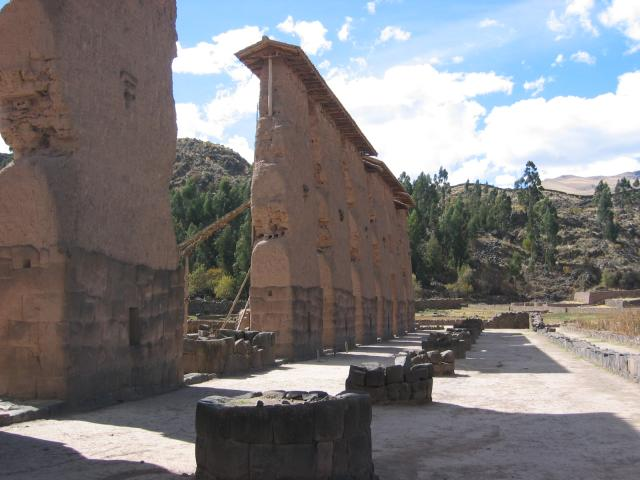
Vue du temple.

- Ses dimensions étaient de 92 m de long sur 25 de large et près de 12 m de haut.
- Le toit était maintenu par 22 colonnes, faites de pierres parfaitement ajustées dans la partie basse et de torchis au-dessus. C'est le seul site Inca à posséder des colonnes !
- Le bas des murs du bâtiment principal est formé de pierres très bien ajustées, le reste étant fait de torchis sur une épaisseur de près de un mètre. Des fenêtres sont découpées dans le mur, certainement pour en alléger le poids.
- Les murs principaux sont recouverts par une mince couche d'argile représentant un escalier, la croix andine. C'est également le seul site Inca à être pourvu de telles décorations.

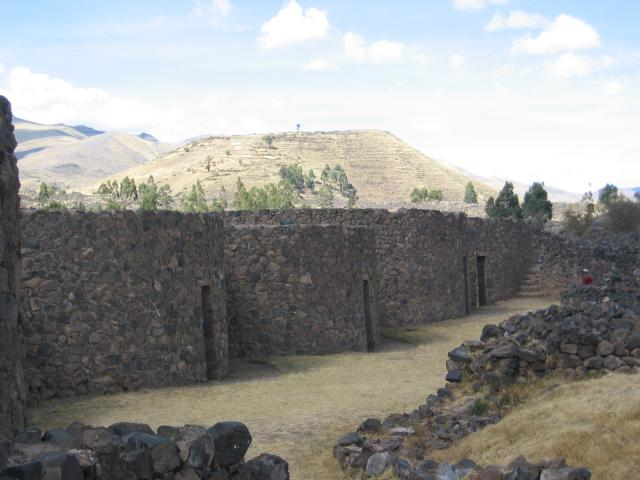
Vue des qolqas de Raqchi.

Les Qolqas : l'archéologue William John McDonald Sillar a dénombré 156 de ces lieux de stockage des denrées alimentaires, de forme circulaire de huit mètres de diamètre. Recouvertes d'un toit de paille, elles étaient faites de pierres volcaniques assemblées par du mortier. Le climat de Raqchi permettaient une longue conservation des aliments, en particulier des pommes de terre déshydratées.